# Palais Wilson

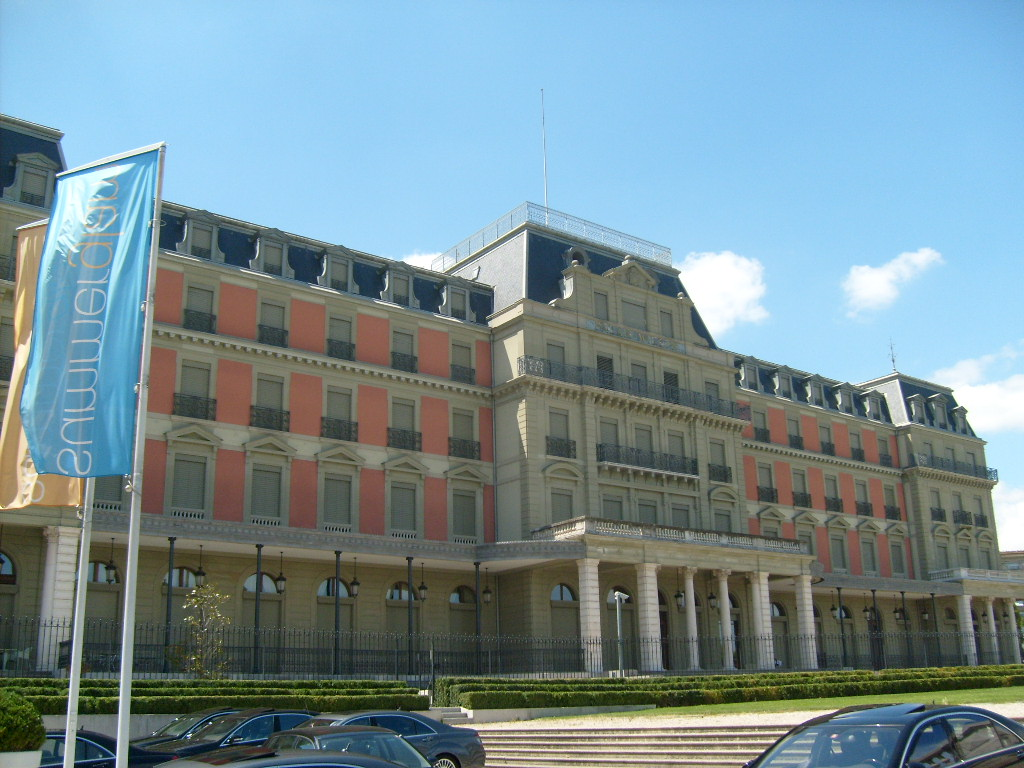
Palais Wilson, Zustand 2009

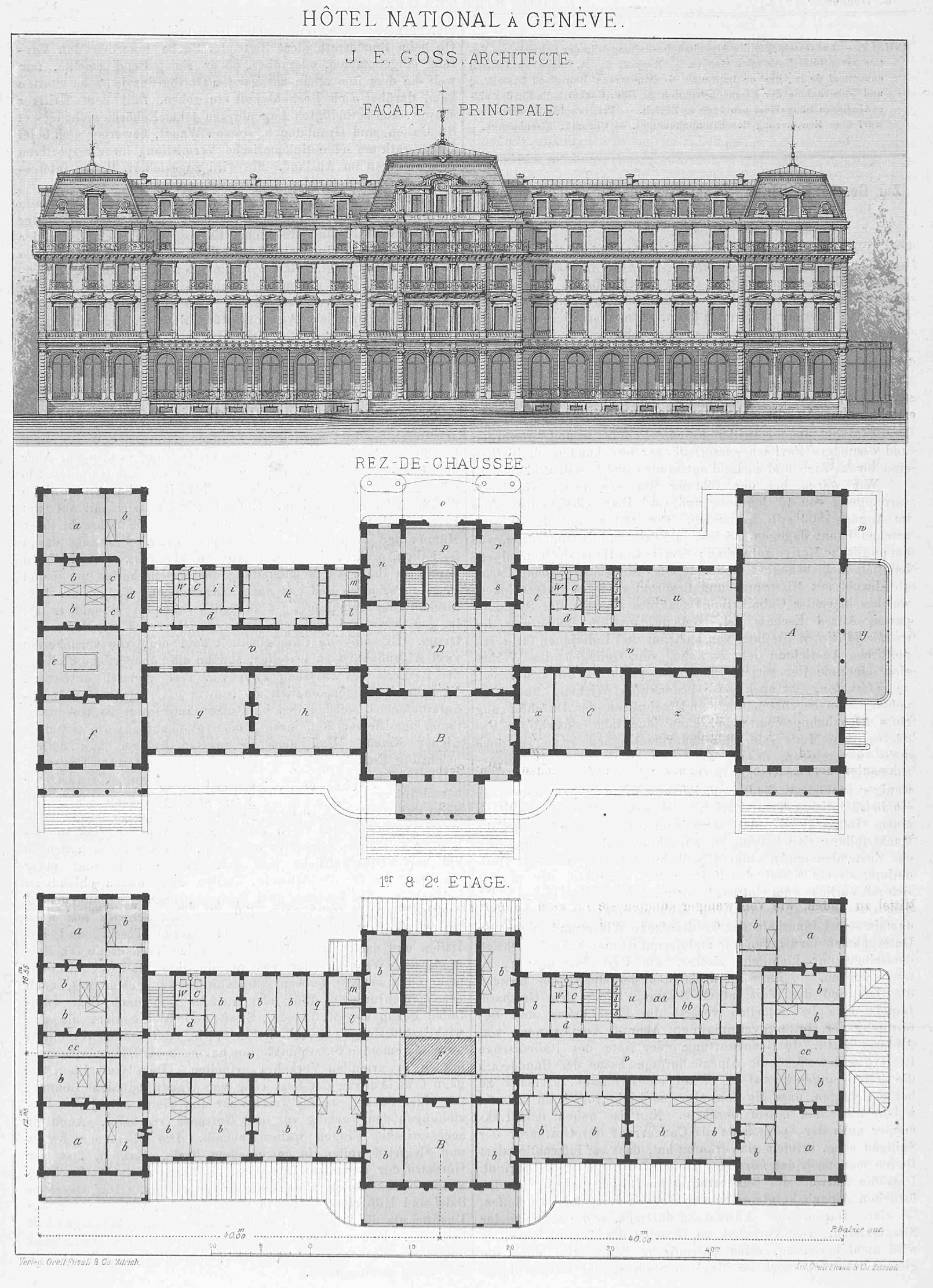
Der Originalentwurf, publiziert 1879

Das Palais Wilson ist ein Gebäudekomplex in Genf, der das Amt des Hohen Kommissars der Vereinten Nationen für Menschenrechte (UNHCHR) beherbergt. Das Gebäude wurde 1873–1875 von Jacques-Elysée Goss am rechten (westlichen) Ufer des Genfersees als Hôtel National mit 225 Gastzimmern erbaut. Nachdem es als Hotel 1905 bis 1920 tiefgreifend durch Marc Camoletti umgebaut und modernisiert worden war, wurde es im September 1920 vom Völkerbund als Organisationssitz angekauft und erhielt 1924 den Namen Palais Wilson, nach dem vormaligen Präsidenten der Vereinigten Staaten Woodrow Wilson, der das Projekt Völkerbund vorangetrieben hatte. Für die Genfer Abrüstungskonferenz (1932–1934) wurde ihm ein Pavillon in modernem Baustil angefügt (Architekt: Adolphe Guyonnet).
Der Völkerbund behielt es als Sitz bis 1936, als er in den Palais des Nations umzog. Danach wurde es unterschiedlich genutzt, unter anderem vom Kanton Genf. Nach längerem Niedergang – zwei Brände zerstörten es teilweise – wurde 1993 ein Kredit zur Renovierung bewilligt. Seit 1998 ist das Palais Wilson Sitz des UNHCHR.